# Сирчини
Си́рчини (рос. Сырчины) — присілок у складі Нагорського району Кіровської області, Росія. Входить до складу Чеглаківського сільського поселення.
Населення становить 2 особи (2010, 7 у 2002).
Національний склад станом на 2002 рік — росіяни 100 %.